# Вихман (Хамаланд)
Вихман II (на немски: Wichmann II; р. 930 г., † 20 юни 973 г.) е граф на Хамаланд и Гент.

## Биография
Той произлиза от саксонската фамилия Билунги и притежава земи в Лотарингия.
Около 950 г. Вихман се жени за Луитгард († 15 октомври 962) от фландърската династия, дъщеря на Арнулф I Велики, граф на Фландрия († 964) и Адел дьо Вермандоа († 960). Луитгард е сестра на Балдуин III († 962). Бракът увеличава престижа на Вихман, поради кръвните връзки на графовете на Фландрия с династията на Каролингите.
Вихман и Луитгард имат три или четири деца:
- Луитгард, ок. 968 г. първата абатеса на манастира „Елтен“;
- Адела (* ок. 955; † 1020/1028, Кьолн), съпруга на Имед IV († 983), граф на Утрехт (от саксонския благороднически род Имединги) и после на Балдерих († 1021), граф на Дренте;
- Вихман (* ок. 957; † пр. 968);
- Мегинхард († пр. 968), вероятно.

Останал без мъжки наследници, Вихман основава през 968 г. женския манастир Stift Elten. След завършването на манастира през декември 973 г. неговата най-голяма дъщеря Луитгард става първата абатеса. Император Ото I признава даренията на Вихман на манастира (17 чифлика и имоти в 4 графства) и го произвежда в имперски манастир.
След завършването на манастира „Елтен“ Вихман постъпва в манастира „Св. Вит“ (St. Vitus) в Гладбах, където умира на 20 юни 973 (според „Wicmannus conversus“).
След смъртта му дъщеря му Адела иска обратно част от наследствената собственост, подарена без нейно съгласие,  позовавайки се на Lex Saxonum. Това поражда конфликт с абатеса Луитгард. Въпреки намесата на император Ото II (†983), конфликтът между сестрите се разраства и Луитгард нарежда изгарянето на замъка на Адела. През 996 г. Ото III разрешава конфликта, манастирът остава и Адела получава обратно част от нейното наследство.